# Leichtathletik-Weltmeisterschaften 2015/Teilnehmer (Spanien)
| Gelbes Symbol für Goldmedaillen mit stilisierten Olympischen Ringen | Graues Symbol für Silbermedaillen mit stilisierten Olympischen Ringen | Braundes Symbol für Bronzemedaillen mit stilisierten Olympischen Ringen |
| ------------------------------------------------------------------- | --------------------------------------------------------------------- | ----------------------------------------------------------------------- |
| 1                                                                   | —                                                                     | —                                                                       |

Der Leichtathletikverband Spaniens nominierte 40 Athleten für die Leichtathletik-Weltmeisterschaften 2015 in der chinesischen Hauptstadt Peking.

## Medaillen
Mit einer gewonnenen Goldmedaille belegte das spanische Team Rang 15 im Medaillenspiegel.

### Medaillengewinner

#### Gold
- Miguel Ángel López: 20 km Gehen

## Ergebnisse

### Männer

#### Laufdisziplinen
| Athlet             | Disziplin        | Vorlauf      | Vorlauf | Halbfinale         | Halbfinale         | Finale             | Finale             |
| Athlet             | Disziplin        | Zeit         | Platz   | Zeit               | Platz              | Zeit               | Platz              |
| ------------------ | ---------------- | ------------ | ------- | ------------------ | ------------------ | ------------------ | ------------------ |
| Kevin López        | 800 m            | 1:46,06 min  | 3       | 1:45,84 min        | 10                 | nicht qualifiziert | nicht qualifiziert |
| David Bustos       | 1500 m           | 3:38,75 min  | 10      | 3:42,48 min        | 12                 | nicht qualifiziert | nicht qualifiziert |
| Víctor Corrales    | 1500 m           | 3:44,76 min  | 33      | nicht qualifiziert | nicht qualifiziert | nicht qualifiziert | nicht qualifiziert |
| Adel Mechaal       | 1500 m           | 3:46,05 min  | 37      | nicht qualifiziert | nicht qualifiziert | nicht qualifiziert | nicht qualifiziert |
| Alemayehu Bezabeh  | 5000 m           | 13:54,13 min | 27      |                    |                    | nicht qualifiziert | nicht qualifiziert |
| Jesús España       | 5000 m           | 13:51,47 min | 26      |                    |                    | nicht qualifiziert | nicht qualifiziert |
| Illias Fifa        | 5000 m           | 13:28,77 min | 13      |                    |                    | nicht qualifiziert | nicht qualifiziert |
| Carles Castillejo  | Marathon         |              |         |                    |                    | DNF                | DNF                |
| Javi Guerra        | Marathon         |              |         |                    |                    | 2:17:00 h          | 13                 |
| Yidiel Contreras   | 110 m Hürden     | 13,48 s      | 19      | 13,57 s            | 21                 | nicht qualifiziert | nicht qualifiziert |
| Roberto Aláiz      | 3000 m Hindernis |              |         | nicht qualifiziert | nicht qualifiziert |                    |                    |
| Fernando Carro     | 3000 m Hindernis | 8:38,05 min  | 14      |                    |                    | nicht qualifiziert | nicht qualifiziert |
| Sebastián Martos   | 3000 m Hindernis | 8:50,20 min  | 26      |                    |                    | nicht qualifiziert | nicht qualifiziert |
| Diego García       | 20 km Gehen      |              |         |                    |                    | 1:24:52 h          | 29                 |
| Miguel Ángel López | 20 km Gehen      |              |         |                    |                    | 1:19:14 h PB       | Gold               |
| Álvaro Martín      | 20 km Gehen      |              |         |                    |                    | 1:22:04 h          | 16                 |
| Francisco Arcilla  | 50 km Gehen      |              |         |                    |                    | 4:07:23 h SB       | 35                 |
| Jesús Ángel García | 50 km Gehen      |              |         |                    |                    | 3:46:43 h SB       | 9                  |
| Benjamín Sánchez   | 50 km Gehen      |              |         |                    |                    | DNF                | DNF                |

#### Sprung/Wurf
| Athlet               | Disziplin      | Qualifikation | Qualifikation | Finale             | Finale             |
| Athlet               | Disziplin      | Weite/Höhe    | Platz         | Weite/Höhe         | Platz              |
| -------------------- | -------------- | ------------- | ------------- | ------------------ | ------------------ |
| Pablo Torrijos       | Dreisprung     | 16,32 m       | 20            | nicht qualifiziert | nicht qualifiziert |
| Adrián Vallés        | Stabhochsprung | 5,40 m        | 31            | nicht qualifiziert | nicht qualifiziert |
| Borja Vivas          | Kugelstoßen    | 19,28 m       | 24            | nicht qualifiziert | nicht qualifiziert |
| Lois Maikel Martínez | Diskuswurf     | 58,01 m       | 28            | nicht qualifiziert | nicht qualifiziert |
| Javier Cienfuegos    | Hammerwurf     | 70,96 m       | 29            | nicht qualifiziert | nicht qualifiziert |

#### Zehnkampf
| Athlet       | Disziplin | 100 m      | Weit- sprung | Kugel- stoßen | Hoch- sprung | 400 m      | 110 m Hürden | Diskus- wurf | Stabhoch- sprung | Speer- wurf | 1500 m      | Punkte | Platz |
| ------------ | --------- | ---------- | ------------ | ------------- | ------------ | ---------- | ------------ | ------------ | ---------------- | ----------- | ----------- | ------ | ----- |
| Pau Tonnesen | Ergebnis  | 11,26 s PB | 7,21 m       | 13,74 m       | 2,04 m       | 50,24 s PB | 15,12 s      | 45,28 m      | 4,80 m           | 60,42 m PB  | 5:33,73 min | 7606   | 18    |
| Pau Tonnesen | Punkte    | 804        | 864          | 712           | 840          | 804        | 835          | 773          | 849              | 744         | 381         | 7606   | 18    |
| Jorge Ureña  | Ergebnis  | 10,99 s    | 7,30 m       | 12,74 m       | 2,01 m       | 49,17 s PB | 14,41 s      | 35,20 m      | NM               | 53,17 m     | 4:42,21 min | 6858   | 21    |
| Jorge Ureña  | Punkte    | 863        | 886          | 651           | 813          | 853        | 922          | 568          | -                | 636         | 666         | 6858   | 21    |

### Frauen

#### Laufdisziplinen
| Athletin           | Disziplin    | Vorlauf     | Vorlauf | Halbfinale         | Halbfinale         | Finale             | Finale             |
| Athletin           | Disziplin    | Zeit        | Platz   | Zeit               | Platz              | Zeit               | Platz              |
| ------------------ | ------------ | ----------- | ------- | ------------------ | ------------------ | ------------------ | ------------------ |
| Aauri Bokesa       | 400 m        | 52,98 s     | 38      | nicht qualifiziert | nicht qualifiziert | nicht qualifiziert | nicht qualifiziert |
| Esther Guerrero    | 800 m        | 2:02,64 min | 36      | nicht qualifiziert | nicht qualifiziert | nicht qualifiziert | nicht qualifiziert |
| Trihas Gebre       | 10.000 m     |             |         |                    |                    | 32:20,87 min       | 16                 |
| Alessandra Aguilar | Marathon     |             |         |                    |                    | 2:33:42 h          | 17                 |
| Caridad Jerez      | 100 m Hürden | 13,27 s     | 29      | nicht qualifiziert | nicht qualifiziert | nicht qualifiziert | nicht qualifiziert |
| Laura García-Caro  | 20 km Gehen  |             |         |                    |                    | 1:36,22 h          | 32                 |
| Raquel González    | 20 km Gehen  |             |         |                    |                    | 1:32,00 h          | 14                 |
| María José Poves   | 20 km Gehen  |             |         |                    |                    | 1:31,06 h SB       | 10                 |

#### Sprung/Wurf
| Athletin            | Disziplin      | Qualifikation | Qualifikation | Finale             | Finale             |
| Athletin            | Disziplin      | Weite/Höhe    | Platz         | Weite/Höhe         | Platz              |
| ------------------- | -------------- | ------------- | ------------- | ------------------ | ------------------ |
| Ruth Beitia         | Hochsprung     | 1,92 m        | 1             | 1,99 m             | 5                  |
| Naroa Agirre        | Stabhochsprung | 4,45 m        | 16            | nicht qualifiziert | nicht qualifiziert |
| María del Mar Jover | Weitsprung     | NM            | NM            | nicht qualifiziert | nicht qualifiziert |
| Úrsula Ruiz         | Kugelstoßen    | 16,36 m       | 23            | nicht qualifiziert | nicht qualifiziert |
| Sabina Asenjo       | Diskuswurf     | 58,04 m       | 24            | nicht qualifiziert | nicht qualifiziert |
| Laura Redondo       | Hammerwurf     | 63,86 m       | 29            | nicht qualifiziert | nicht qualifiziert |